# Patti Scialfa
Vivienne Patricia "Patti" Scialfa (Deal, New Jersey, 29. srpnja 1953.), američka je pjevačica, kantautorica i gitaristica, najpoznatija kao članica E Street Banda i supruga Brucea Springsteena.

## Vanjske poveznice
- Službena stranica
- Patti Scialfa u internetskoj bazi filmova IMDb-u (engl.)